# Den Korte Avis
Den Korte Avis er en dansk blog, der startede i januar 2012. Bag bloggen står et interessentskab ejet af ægteparret Ralf Pittelkow (ansvarshavende redaktør) og Karen Jespersen (redaktør).
Den Korte Avis opdateres alle hverdage og bringer nyheder, analyser og kommentarer om politik, indvandring, kriminalitet, økonomi, arbejdsmarked og uddannelse. Derudover bringer den en del underholdningspræget stof, og har succes med virale nyheder. Nyhederne i Den Korte Avis er ofte kommenterende ud fra et nationalistisk synspunkt og med et fokus på indvandrerkritiske holdninger.
Bloggen modtog frem til 2017 mediestøtte, men er ikke tilmeldt den frivillige ordning Pressenævnet og dermed ikke forpligtet til at overholde De Presseetiske Regler.
Blandt bidragyderne er Henning Bergenholtz. og Poul Erik Andersen.

## Kontroverser
Bloggen har flere gange været anklaget for bevidst at forvrænge kilder, sådan at nyhedshistorier fremstiller særligt indvandrere i negativt lys, og bloggen er i Jyllandsposten blevet omtalt som værende racistisk. Den Korte Avis har flere gange slettet artikler efter at flere vidner til deres artikler er stået frem med deres side af sagen som bliver fordrejet.
Om Den Korte Avis har Dansk Journalistforbund blandt andet udtalt "Den Korte Avis er ingen avis, fordi den ikke bedriver journalistik."Tidligere havde chefredaktør på Den Korte Avis, Ralf Pittelkow, udtalt om Dansk Journalistforbunds magasin, Journalisten, at "[det] er ikke noget helt almindeligt fagblad. Det er i høj grad et politisk kampskrift, der ligger meget langt ude til venstre".
I december 2016 blev Den Korte Avis ramt af annonceboycot fra mindst 29 annoncører.
Ifølge to rapporter udarbejdet i 2020 af NATO Strategic Communications Centre of Excellence i Riga, har Den Korte Avis fungeret som proxy for russisk misinformation.

## Mediestøtte
Den Korte Avis fik mediestøtte i 2014, 2015 og 2016. Den Korte Avis får ikke mediestøtte i 2017, da de ikke kan overholde kravet om antallet af ansatte.

## Eksterne henvisning
- Den Korte Avis Arkiveret 30. januar 2012 hos  Wayback Machine
- Den Korte Avis undergraver dansk Journalistik Arkiveret 25. oktober 2014 hos  Wayback Machine Kommunikationsforum